# Trigueros
Trigueros er en by og kommune i det sydvestlige Spanien i provinsen Huelva. Den har et indbyggertal på 8.110 (2024) indbyggere.